# オレホヴォ＝ズエヴォ駅
オレホヴォ＝ズエヴォ駅（ロシア語：Станция Орехово-Зуево）は、ロシア連邦モスクワ州オレホヴォ＝ズエヴォにある、ロシア鉄道の駅。シベリア鉄道ウラジーミル経由ルート（ゴーリコフスキー近郊鉄道）とモスクワ大環状線が交わる駅で、エレクトリーチカ（近郊列車）が停車する。

## 沿革
1861年にモスクワ-ウラジーミル間にオレホヴォ駅が開設され、後にオレホヴォI駅とも呼ばれるようになった。
1897年から1899年にかけて、エゴリエフスク-オレホヴォ・ズエヴォ間の路線が建設された。この路線はオレホフスキーアクセス線（後のモスクワ大環状線の一部）と呼ばれ、ドゥリョヴォやルノヴォなどにあった多くの製織工場に伸びる専用線が敷かれた。1897年にこの路線上にオレホヴォII駅が設置された。
1956年にオレホヴォII駅を廃止し、跡地にオレホヴォI駅を移転する形で1970年8月1日に再開業した。この駅が現在のオレホヴォ＝ズエヴォ駅に至る。

## 駅構造
相対式ホーム2面2線（1・2番ホーム）、単式ホーム1面1面（3番ホーム）、島式ホーム1面2線（4番ホーム）の、合計4面5線を有する地上駅。1・2番ホームはゴーリコフスキー近郊鉄道が、3・4番ホームはモスクワ大環状線のエレクトリーチカが発着する。1〜3番ホームは跨線橋にて連絡が可能であるが、4番ホームのみは3番ホームから線路を直接横断する形となる。

## 駅周辺
- バスターミナル（Автовокзал）
- 第一レストラン（Столовая №1）
- ロシア連邦道路A108
- オレホヴォ＝ズエヴォ雇用センター（Орехово-Зуевский центр занятости населения）
- オレホヴォ＝ズエヴォ市立公園（Городской парк Орехово-Зуево）

## 隣の駅
ロシア鉄道
シベリア鉄道（ゴーリコフスキー近郊鉄道）
フィルメンヌイエクスプレス（фирменный экспресс）
パヴロフスキー・ポサト駅 - オレホヴォ＝ズエヴォ駅 - ペトゥシキ駅/クルトエ駅（クルトエ始終着のみ）
レックスエクスプレス
パヴロフスキー・ポサト駅 - オレホヴォ＝ズエヴォ駅 - ポクロフ駅/クルトエ駅（クルトエ始終着のみ）
エレクトリーチカ（各駅停車）
87km駅 - オレホヴォ＝ズエヴォ駅 - クルトエ駅
モスクワ大環状線
エレクトリーチカ
185km駅 - オレホヴォ＝ズエヴォ駅 - セヴェルヌイ駅